# (35157) 1993 FQ73
1993 FQ73 (asteroide 35157) é um asteroide da cintura principal. Possui uma excentricidade de 0.03678180 e uma inclinação de 0.92445º.
Este asteroide foi descoberto no dia 21 de março de 1993 por UESAC em La Silla.